# Osorno la Mayor
Osorno la Mayor é um município da Espanha na província de Palência, comunidade autónoma de Castela e Leão, de área 89,16 km² com população de 1499 habitantes (2007) e densidade populacional de 18,04 hab/km².

## Demografia
| Variação demográfica do município entre 1991 e 2004 | Variação demográfica do município entre 1991 e 2004 | Variação demográfica do município entre 1991 e 2004 | Variação demográfica do município entre 1991 e 2004 |
| --------------------------------------------------- | --------------------------------------------------- | --------------------------------------------------- | --------------------------------------------------- |
| 1991                                                | 1996                                                | 2001                                                | 2004                                                |
| 1864                                                | 1839                                                | 1689                                                | 1592                                                |